# هنري ديويت هاميلتون
هنري ديويت هاميلتون (بالإنجليزية: Henry DeWitt Hamilton)‏ هو محامي أمريكي، ولد في 26 فبراير 1863 في وايت هال في الولايات المتحدة، وتوفي في 18 أغسطس 1942 في بارينغتون في الولايات المتحدة.